# Via Maris

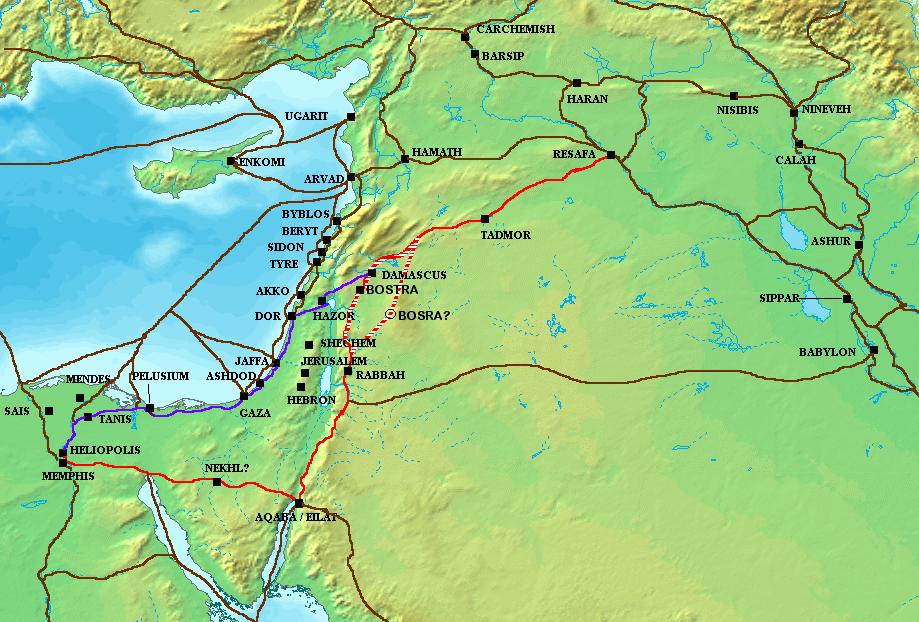
Via Maris (фіолетовий), Via Regia (червоний), та інші торгові шляхи Передньої Азії, 1300 рік до н. е.

Via Maris (в перекладі з латині «приморський шлях», букв. «Дорога моря»), в стародавньому Єгипті — дорога Хора — сучасна назва старовинного торговельного шляху, одного з найдавніших в історії, яка була з часів ранньої бронзової доби, а можливо, й раніше. Він з'єднував Єгипет і більш північні імперії Сирії, Анатолії та Месопотамії.
В Біблії «приморський шлях» згадується в Старому Завіті (Іс. 9:1) і в Новому Завіті: «Завулонова земле Нефталимова земле, за Йорданом, Галілея поганська» (Мт. 4:15) (у латинському перекладі Нового Завіту, Вульгаті, це місце звучить так: «terra Zabulon et terra Nephthalim via maris trans Iordanen Galilaeae gentium»).
Via Maris пов'язував по суші основні середземноморські портові міста протягом 5000 років з часу фараонів і ранніх цивілізацій (філістимлян, фінікійців, хетів, лідійців), пізніших, грецьких і римської імперії, при хрестоносцях, мамлюках та османах. Їх сліди досі можна зустріти на всьому маршруті торгового шляху: в північноафриканських пустелях, в кедрових лісах в Лівані, в сільських районах, а також у містах, таких, як Олександрія, Газа, де Via Maris перетинав Дорогу спецій, Ашкелон, де Via Maris перетинав Дорогу пахощів, Ашдод, Яффо, Акру, Тір, Сайда Бейрут, Біблос, Латакія і т. д. У Яффо Via Maris поділявся на дві гілки. Східна йшла через місто Афек і продовжувалась через Мегіддо та Бейт-Шеан, перетинала Йордан і приєднувалася до Via Regia, а та, в свою чергу, йшла в Дамаск і далі на північ. Друга гілка йшла вздовж палестинського узбережжя на північ від Яффо через місцеві порти в таких містах, як Тель-Міхаль, Міхморет, Кейсарія, Дор,  Атліт та Акко до фінікійського узбережжя і на північ в Анатолію або на схід в Месопотамію. Via Maris була одним з основних торговельних маршрутів для товарів з країн Африки з Єгиптом на півночі, в той час як товари з Анатолії, Месопотамії та в Азії в цілому прямували до Єгипту. Вона використовувалася як основний маршрут для окупаційних властей стародавніх імперій: єгипетських військ, які вторглися в Азію у другому тисячолітті до нашої ери, з одного боку, і месопотамських імперій: Ассирії, Вавилону і Персії для підкорення Єгипту, з другого боку.
Пізніше, порти, розташовані вздовж Via Maris, підтримували інтенсивні зв'язки через море з портами Європи в Греції, Італії та Іспанії протягом багатьох століть.

## Деякі точки вздовж маршруту (ізраїльська частина)
1. Станції по шляху фараона Рамсеса II в його кампанії проти хетів, що проходив через Газу. В зворотному напрямку це маршрут Якова та синів його по дорозі до Єгипту.
2. Місто Ашкелон, де розвивалася біблійна історія Самсона і Даліди, і через цю історію можна отримати уявлення про царство стародавніх філістимлян.
3. Яффо — це місто, в якому Via Maris переходив з рук в руки лідерів мусульман і хрестоносців, Саладіна і Річарда Левове серце.
4. Кесарія, з її чудовою архітектурою і багатством римської культури, де під управлінням царя Ірода Via Maris досяг піку свого значення протягом цього періоду. Римське завоювання у всіх середземноморських країнах мало величезний вплив на поліпшення торговельних шляхів і доріг для використання величезною римською армією. Крім того, за часів царя Ірода, згідно з легендою, сім'я Ісуса використовувала той самий маршрут для втечі до Єгипту зі своєю новонародженою дитиною.
5. Мегіддо. За часи царя Соломона Via Maris процвітав і слугував основним шляхом для торгівлі з Єгиптом і Фінікією. Маршрут використовувався для транспортування різних матеріалів для будівництва храму в Єрусалимі.
6. Фінікійський порт Дор (7-е сторіччя до н. е.). Ця унікальна нація контролювала давню торгівлю і морські перевезення в Середземномор'ї.
7. Акко. Наполеон під час своєї єгипетської кампанії облягав Акко в самому кінці XVIII століття.